# Vemag Maschinenbau
Die Vemag Maschinenbau GmbH (Eigenschreibweise: VEMAG) ist ein deutscher Maschinenbauer mit Sitz in Verden (Aller).
2001 wurden die Geschäftsanteile von der Robert Reiser & Co, Inc. Canton USA übernommen.

## Unternehmen
Vemag stellt vollautomatisierte Maschinen, Geräte und modulare Produktionslinien für den Einsatz in der Nahrungsmittelindustrie und dem daran angelehnten Handwerk her. Verwaltung und Produktion sind in Verden ansässig.
Eigene Vertriebs- und Servicegesellschaften werden in der Türkei, Russland, Australien, Brasilien China, Niederlande, Polen und Neuseeland unterhalten. Der Exportanteil von Vemag liegt bei rund 80 Prozent.
Als erster deutscher Maschinenbauer hat das Unternehmen 2017 die Lebensmittelzulassung der Europäischen Union (EU) erhalten. Produktmuster dürfen nun verpackt und Kunden zur Verkostung oder Präsentation mitgegeben werden.

## Geschichte
1944 gründete der zu Verwandten nach Bremen geflüchtete Jurist und Allensteiner Stadtverordnetenvorsteher Heinz-Jörn Zülch (1904–1991), ein Sohn des langjährigen Allensteiner Oberbürgermeisters Georg Zülch aus der Familie der Hamburger Zigarettendynastie Reemtsma, in Verden an der Aller die Firma Holz- und Gerätebaugesellschaft mbH. Mit 20 Mitarbeitern wurden Backöfen, Honigschleudern und Kirchturmuhren produziert. Ein regionaler Fleischer beauftragte für seine Wurstherstellung das junge Unternehmen mit dem Bau eines Kolbenfüllers. Die Nachfrage nach diesen Füllern stieg und sie wurden zum Hauptprodukt. Die ursprüngliche Konzentration auf das traditionelle Handwerk wurde in den Jahren des Wiederaufbaus auf industrielle Anwendungen erweitert. 1950 erfolgte neben der Umfirmierung des Unternehmens zu Vemag, Verdener Maschinen- und Apparatebau GmbH, der Beginn der Produktion von Kolbenfüllmaschinen für das Fleischerhandwerk. Diese Entwicklungen waren der Ausgangspunkt für die Entwicklung und Konstruktion des ersten kontinuierlichen Vakuumfüllers im Jahr 1957, das zum Kernprodukt des zum Mittelständler herangewachsenes Unternehmen wurde. Sieben Jahre später wurde mit dem Robot G250, die erste kontinuierlich arbeitende Vakuumfüllmaschine für die Industrie und 1982, mit dem Robot 500, die erste für das Handwerk entwickelt. 1986 wurde der erste Koextrusionseinrichtungen zur Herstellung gefüllter Produkte produziert. Den Einstieg in den Bäckereimarkt machte Vemag 1995. 
Im Jahr 2000 wurde der Geschäftsbereich Räucheranlagen in die VEMAG Anlagenbau GmbH als eigenständige Gesellschaft übertragen. Dieses Unternehmen wurde 2001 an die Familie Krüger verkauft. Es firmiert heute als VETEC Anlagenbau GmbH. 

## Produkte
Das Sortiment beinhaltet verschiedene Maschinen zum Füllen, Portionieren, Teilen, Formen und Ablegen pastöser Lebensmittel, Teige und Massen. Die Kernproduktgruppen sind:
- Vakuumfüller
- Teigteiler
- Würstchen-Füller
- Wolfprodukte (Fleischwolf)
- Maschinen zur Formung und Trennung von Lebensmitteln

## Anwendungen
- Würstchenproduktion
- Portionsware und Wurst
- Bäckereianwendungen
- Form- und Wolfprodukte
- Convenienceanwendungen

## Auslandsgesellschaften
- Türkei - Vemag Makine San. Tic. Ltd. Sti.
- Australien - Vemag Australia Pty. Ltd.
- Brasilien - Vemag do Brasil Equipamentos para Indústria Alimenticia Ltda.[11]

## Auszeichnungen
- 2013: Fleischerei Technik Award vom Fachverlag B & L Mediengesellschaft mbH & Co. KG,  1. Platz in der Kategorie „Automatisierung“[12]
- 2015: Preisträger International FoodTec Award con Deutsche Landwirtschafts-Gesellschaft (DLG) in Gold für AML273 Meatball Loader,[13]
- 2016: Best Image von Allgemeiner Fleischer Zeitung (afz) dfv Mediengruppe (Deutscher Fachverlag GmbH), 1. Platz in der Kategorie Fleischwirtschaft, Füller Fleichwirtschaft[14]

## Mitgliedschaften
Verband Deutscher Maschinen- und Anlagenbau (VDMA)